# Ottawa
Ottawa je hlavní město Kanady, čtvrté největší kanadské město a druhé největší město provincie Ontario. Leží na jižním břehu řeky Ottawa. Nachází se ve východní části provincie Ontario v Ottawském údolí. Ottawa má přibližně 1,02 milionu obyvatel. Sídlí zde řada významných institucí Kanady, například Kanadská národní galerie.

## Geografie
Ottawa se nachází na jižním břehu řeky Ottawa, na jejíž druhém břehu se nachází město Gatineau, se kterým vytváří aglomeraci National Capital Region. Městem protéká také Rideau River a součástí je také Rideau Canal. Stará část města známá jako Lower Town se nachází v oblasti mezi řekou Rideau a kanálem Rideau. Na západ od tohoto kanálu se pak nachází části Centretown a Downtown. V těchto částech města se nachází finanční a obchodní centrum města, kanadský parlament a několik vládních budov, například ministerstvo financí.
Ottawa se nachází ve seismicky aktivní oblasti západního Quebecu a východní části Ontaria. Tato oblast je však poměrně nečinná a v Ottawě se tak zemětřesení vyskytují jen občasně.
Ottawa se nachází v nízké rovinaté krajině: průměrná nadmořská výška 70 metrů; Mezinárodní letiště Ottawa se nachází v nadmořské výšce 114 metrů a nejvyšší bod města dosahuje výšky 166 metrů. Nejbližším pohořím od města je Appalačské pohoří.

### Podnebí
Ottawa spadá do oblasti vlhkého kontinentálního podnebí (Dfb). Průměrná červencová nejvyšší teplota je 26,6 °C, průměrná lednová minimální teplota je −14,4 °C.
Léta v Ottawě jsou teplá a vlhká. Průměrně je v 11 dní ze 3 letních měsíců teplota vyšší než 30 °C. Průměrná relativní vlhkost vzduchu činí 84 % ráno a 54 % odpoledne.
Během zimy dominuje sníh a led.
Roční sluneční svit dosahuje 2130 hodin, což je 46 % možného. Průměrná rychlost větru je 13 km/h.
Nejvyšší naměřená teplota v Ottawě byla 37,8 °C (100 °F); nejnižší −38,9 °C (−38 °F) a to 29. prosince 1933.

### Administrativní dělení
V roce 2001 se k Ottawě připojilo 10 obcí: Wannier, Gloucester, Golborne, Cumberland, Kanata, Nepin, Osgood, Rideau, Rockliff Park a West Carleton.
Ottawa se skládá z šesti územních částí – Kanata (západ), Nepean (jihozápad), Downtown (centrum), Gloucester (jihovýchod), Orléans (východ) a Cumberland (východ).

## Historie
Poté, co asi před 2000 lety vyschlo Champainovo moře, se stalo údolí podél řeky Ottawy obyvatelným. Po více než 6500 let používali místní obyvatelé tuto oblast pro sklizeň, lov, rybolov, obchod apod. V údolí řeky Ottawy je několik archeologických nálezišť. V Ottawě se setkávají tři velké řeky, což po tisíce let činí Ottawu důležitým centrem v oblasti obchodu a přepravy. Algonkinové nazývají ve svém jazyce řeku Ottawu Kichi Sibi nebo Kichissippi, což znamená „Velká řeka“ či „Ohromná řeka“.
Étienne Brûlé, který je považován za prvního Evropana, který se vydal za řeku Svatého Vavřince prošel územím Ottawy v roce 1610, když mířil k Velkým jezerům. O tři roky později napsal Samuel de Champlain o vodopádech v této oblasti a také o setkání s Algonkinky. Mnoho misionářů tyto průzkumníky a obchodníky následovalo. První mapy oblasti používají jméno Ottawa (od algonkinského adawe, které znamená obchodovat a odkazuje na důležitost oblasti pro obchodníky Prvních národů) jako jméno pro řeku. Dne 7. března 1800 založil Philemon Wright z Nové Anglie první evropskou civilizaci v této oblasti, a to na místě dnešní čtvrtě města Gatineau Hull na severní straně řeky Ottawa přímo naproti dnešní Ottawě.

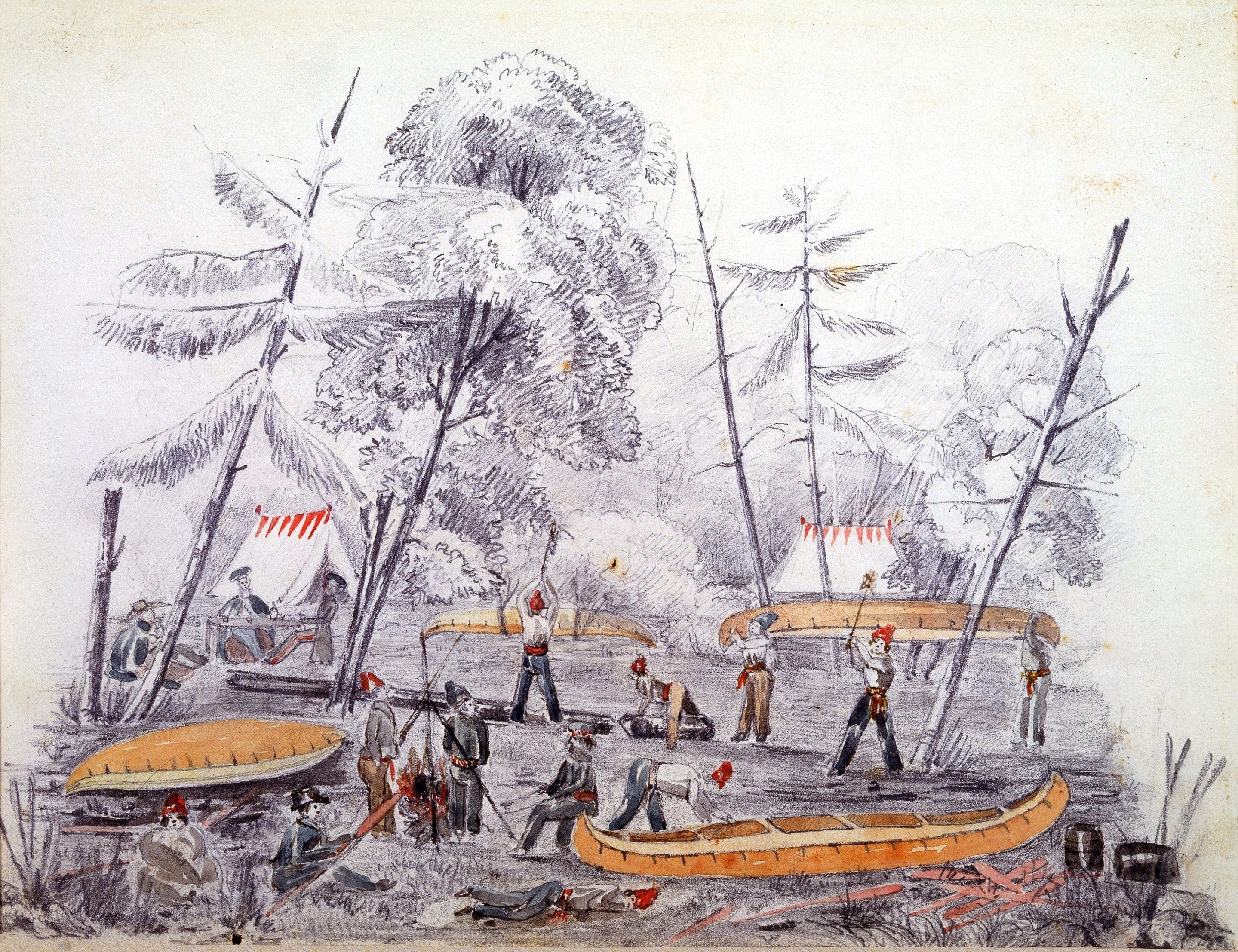
První tábor v Bytownu, 1826

Společně s 5 rodinami a 25 nádeníky vytvořili zemědělskou komunitu Wrightsville. Wright byl průkopníkem obchodování se dřevem (brzy se v této oblasti tato činnost stala hospodářský nejvýznamnější) v údolí řeky Ottawy; dřevo dopravovali po řece do města Quebec. V roce 1826 byl založen Bytown, a to poté, co se rozšířila zpráva, že britské úřady budují vojensky určený Rideau Canal. O rok později byla tato obec pojmenována po Johnu By, který byl za projekt výstavby kanálu Rideau zodpovědný.
Kanál Rideau měl umožnit bezpečnou dopravu mezi Montrealem a Kingstonem, aby se dalo vyhnout dopravě přes nebezpečný hraniční úsek řeky svatého Vavřince, protože během Britsko-americké války byly lodě na řece lehce zasažitelné nepřátelskou palbou z amerického břehu. By postavil na místě dnešního komplexu Parliament Hill kasárny. Vytvořil také dvě čtvrti: Upper Town nacházející se západně od kanálu a Lower Town na východě od kanálu. Upper Town, tj. „Horní město“ bylo převážně anglicky mluvící a protestantské, zatímco Lower Town, tj. „Dolní město“ bylo převážně francouzské, irské a katolické. V roce 1827 byla na Rideau Street postavena první, tehdy malá škola v Bytownu, s názvem English Mercantile and Mathematical Academy. Po dokončení stavby Rideau Canal v roce 1832 žilo v Bytownu 1000 obyvatel. Bytown byl místem uskutečnění několika povstání. V roce 1855 bylo město přejmenováno na Ottawa a získala status města. Prvním městským úředníkem, byl Wiliam Pittman Lett. V úřadě působil až do roku 1891, tedy 36 let.

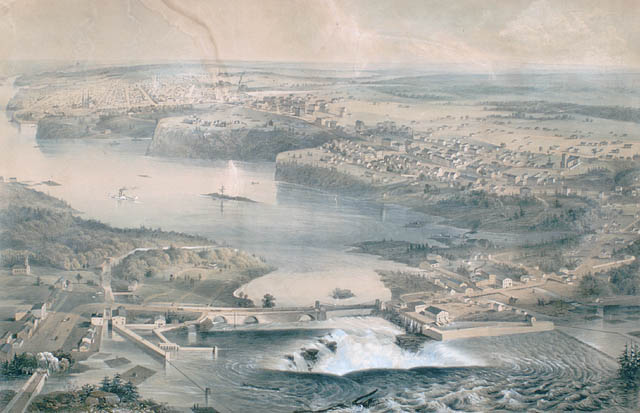
Ottawa v roce 1859 před začátkem stavby Parliament Hill. Před dvěma roky královna Viktorie vybrala Ottawu hlavním městem Kanadské provincie.

Na Silvestra 1857 vybrala královna Viktorie Ottawu jako sídlo vlády Kanadské provincie. Ve skutečnosti tímto úkolem pověřil John Alexander Macdonald výkonnou moc vlády, protože předchozí pokusy o konsenzus nevyšly. Byli takoví cynici, kteří si mysleli, že královna Viktorie vybrala Ottawu jen slepým výběrem na mapě. „Královnina volba“ měla však dva hlavní důvody: za prvé byla Ottawa obklopena hustým lesem a nacházela se daleko od kanadsko-americké hranice a hlavní město by se tak lépe bránilo; za druhé se Ottawa nacházela přibližně na půli cesty z Toronta a Kingstonu (na západě) a do Montrealu a Quebec City (na východě). Krom toho disponovala Ottawa vodní dopravou po řece Ottawě do Montrealu a přes Rideau Canal do Kingstonu. V roce 1854 měla také moderní celosezónní železniční provoz na 2 železnicích, která přepravovala cestující či dřevo do města Prescott na řece sv. Vavřince a dále. Ottawa je také malé velikosti a myslelo se, že by jako hlavní město bylo méně náchylné k běsnění davu, jak tomu tehdy bylo v minulých hlavních městech. Vláda již vlastnila pozemek, kde byl nakonec postaven Parliament Hill; vybrala jej jako ideální místo pro parlament. Ottawa byla také jediným větším sídlem nacházejícím se na hranici frankofonní bývalé Dolní Kanady a anglofonní bývalé Horní Kanady, takže Ottawa byla velkým politickým kompromisem.
V 50. letech 19. století (1850) začali podnikatelé se dřívím stavět velké pily, které se staly jedněmi z největších dřevařských podniků na světě. Železniční tratě postavené v roce 1854 spojovaly Ottawu s oblastmi na jihu a v roce 1886 přes Hull a Lachute už i s transkontinentální železniční sítí. Původní budovy parlamentu, Centre, East a West byly postaveny v letech 1859–1866, a to v neogotickém stylu. V té době se jednalo o největší severoamerický stavební projekt a Public Works Canada a jejich architekti nebyli zpočátku dobře připraveni. Krajinářské úpravy knihovny parlamentu, Library of Parliament a komplexu Parliament Hill byly dokončeny až v roce 1876. V roce 1885 byla Ottawa jediným městem v Kanadě, v němž pouliční osvětlení bylo výhradně elektrické. V roce 1889 dala 60 především místním průmyselníkům tzv. „water leases“. Dala jim povolení vyrábět elektřinu a mít generátory vodní elektřiny u vodopádů Chaudière Falls. Veřejná doprava Ottawy má počátek v roce 1870, a to systémem koněk, přičemž v roce 1890 byl nahrazen rozsáhlým elektrickým tramvajovým systémem, který ve městě fungoval až do roku 1959.

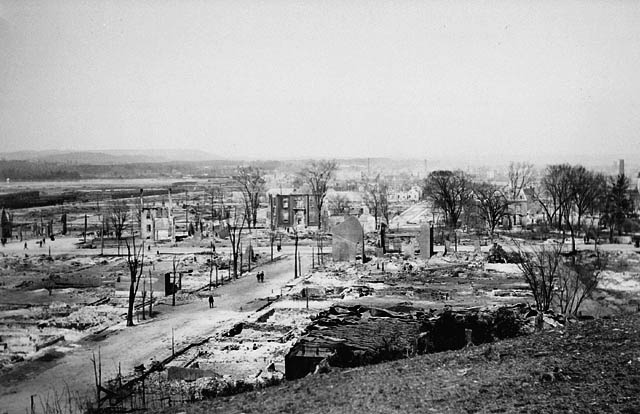
LeBreton Flats po požáru v roce 1900

Požár Hullu a Ottawy v roce 1900 zničil dvě třetiny Hullu, a to včetně 40 % obytných budov a většiny z největších firem podél nábřeží. Tento požár se také rozšířil přes řeku Ottawu do města. Zničil asi pětinu území Ottawy, a to část od městské čtvrti Lebreton Flats až k jezeru Dow's Lake. Dne 1. června 1912 otevřela železniční společnost Grand Trunk Railway hotel Château Laurier a naproti němu Union Station, současné sídlo Kanadského senátu. Dne 3. února 1916 byl požárem zničen Centre Block, hlavní budova Kanadského parlamentu. Dolní sněmovna a Senát byly dočasně přemístěny do tehdy nedávno postaveného muzea Victoria Memorial Museum, kde se nachází Kanadské muzeum přírody. Dolní sněmovna a Senát zde sídlily až do dokončení nového Centre Blocku v roce 1922. Jeho dominantou je novogotická věž s názvem Peace Tower.

## Obyvatelstvo
Podle sčítání lidu v roce 2016 je Ottawa s přibližně 1,02 milionu obyvateli městem se 4. největším počtem obyvatel v Kanadě, a to po Torontu, Montrealu a Calgary. Má ale více obyvatel než Edmonton, který má 1 010 899 obyvatel, Winnipeg, který má 749 607 obyvatel a Vancouver, který má 662 248 obyvatel. V provincii Ontario je 2. nejlidnatějším městem, a to po Torontu. V roce 1891 žilo v Ottawě 44 tisíc lidí a v roce 2019 počet obyvatel města přesáhl hranici milionu.
Průměrný věk obyvatel Ottawy byl podle sčítání lidu v roce 2011 39,2 let; 16,8 % obyvatel bylo mladší 15 let a 13,2 % obyvatel bylo ve věku nad 65 roky.

### Vzdělání, zaměstnanost a průměrný příjem
Populace Ottawy patří k těm s nejlepší životní úrovní, a to zejména kvůli tomu, že se ve městě nachází mnoho vládních úřadů. Dle sčítání lidu v roce 2006 mělo 38,3 % občanů Ottawy ve věku 25–65 let vysokoškolský titul alespoň prvního stupně (pro srovnání, v průměr provincie Ontario je 24 %). Průměrný příjem ve městě na jednu domácnost činil v témže roce 84,5 tisíc kanadských dolarů (průměr provincie Ontario byl 69,2 tis). Většina obyvatelstva Ottawy byla zaměstnána v obchodě a dalších, například IT a dalších službách, zatímco pracovníci v továrnách, zemědělství a stavebnictví tvořili dohromady méně než 10 % z celkového počtu zaměstnaných města. Počátkem roku 2018 činila míra nezaměstnanosti obyvatelstva regionu Ottawa-Gattineau 5,2 % (v celé Kanadě to bylo 5,9 %).

### Náboženství
V roce 2011 se ke křesťanství přihlásilo 65 % obyvatel Ottawy: katolíci tvořili 38,5 % ottawské populace, protestanti 25 %. Mezi další náboženství, která se v Ottawě vyskytují patří islám (6,7 %), hinduismus (1,4 %), buddhismus (1,3 %) a judaismus (1,2 %). Osob bez vyznání bylo 22,8 %.

### Etnické rozdělení
V roce 2016 bylo v Ottawě 69,1 % obyvatel europoidní rasy, 4,6 % bylo aborinského původu a 26,3 % patřilo k viditelným menšinám (vyšší oproti národnímu průměru 22,3 %). Ze všech obyvatel města je 23,6 % z nich považováno za přistěhovalce.
Koláčový diagram etnického rozdělení obyvatel Kanady při sčítání lidu v roce 2016.

### Jazykové rozdělení
K roku 2016 umí 37,6 % obyvatelstva Ottawy mluvit jak anglicky, tak francouzsky. Ottawa je také největším kanadským městem, kde jsou oba tyto jazyky úřední. Asi 60,87 obyvatel Ottawy (včetně těch, kteří uvedli více než jeden jazyk) mělo v témže roce za svůj mateřský jazyk angličtinu.

### Rodáci
- Justin Trudeau, kanadský premiér
- Alanis Morissette, zpěvačka
- Paul Anka, zpěvák
- Glen Drover, kytarista skupiny Megadeth
- Dan Aykroyd, herec
- Jay Baruchel, herec
- Lorne Greene, herec
- Margaret Atwoodová, spisovatelka
- Robert J. Sawyer, spisovatel sci-fi
- Patrick Chan, krasobruslař
- Barbara Ann Scottová, krasobruslařka
- Nancy Greeneová, sjezdová lyžařka
- Gabriela Dabrowská, tenistka
- Erica Wiebeová, zápasnice
- Shulamith Firestoneová, feministická aktivistka
- Steven MacLean, astronaut
- John Tuzo Wilson, geolog

## Doprava
Ve městě jsou početné chodníky pro cyklisty a chodce. Část z nich probíhá podél řek Ottawa, Rideau a vodního kanálu Rideau Canal. Cyklistika je populární mezi obyvateli, v aglomeraci Ottawa-Gatineau je k dispozici víc než 220 km tratí. V roce 2011 byly v centru města uvedeny do provozu cyklistické tratě oddělené od silnic betonovými zábranami. Bezpečný provoz cyklistů podporuje dobrovolnická organizace Citizens for Safe Cycling. Od roku 1960 jsou ulice v centru Ottawy v neděli rezervovány výhradně pro chodce a cyklisty.
Ottawu protínají kanadské dálnice 417 a 416. Dále se ve městě nachází mezinárodní letiště a 2 regionální letiště. Městská doprava je založena na systému autobusových koridorů, kde je časový rozestup mezi spoji nižší než pět minut.

## Ekonomika
V letech 1987–2008 hrubý domácí produkt aglomerace Ottawa-Gatineau vzrostl z 28,8 miliard kanadských dolarů na 46,4 miliard (při kurzu z roku 2002). Během tohoto období se meziroční růst hrubého produktu pohyboval od −0,8 % (v roce 1991) do 7,6 % (v roce 1999). Od roku 1997 byl růst vždy pozitivní, obvykle neklesl pod 2 % ročně.
V roce 2012 činil rozpočet města Ottawa 2,5 miliardy dolarů, z čehož 850,8 milionu USD byl kapitálový rozpočet.

## Kultura

### Architektura
Z důvodu existence množství vládních budov je architektura centra funkcionalistická a formalistická. Část budov je ale postavená v romantickém, či jiném stylu. Budova parlamentu nese znaky viktoriánské gotiky. Architektura větší části města je charakteristická rodinnými domky, z menší části bytovými domky a obytnými bloky. Panorama města je konzervativní z důvodu zákazu výstavby mrakodrapů. Omezení byla zavedena proto, aby budova kanadského parlamentu, resp. jeho nejvyšší věž o výšce 92 m, byla viditelná z každé městské části.

### Sport
Město je sídlem Ottawa Senators, jediného profesionálního týmu hrajícího v National Hockey League. Domovským stadionem týmu je Canadian Tire Centre. Lední hokej provozují téměř všechny generace, muži i ženy. První organizovaný tým vznikl v roce 1884. Dalším profesionálním klubem je tým kanadského fotbalu Ottawa Redblacks. V Ottawě je na klubové úrovni provozován též basketbal, curling, baseball, fotbal, dostihy, gaelic footbal a australský fotbal.

## Fotogalerie

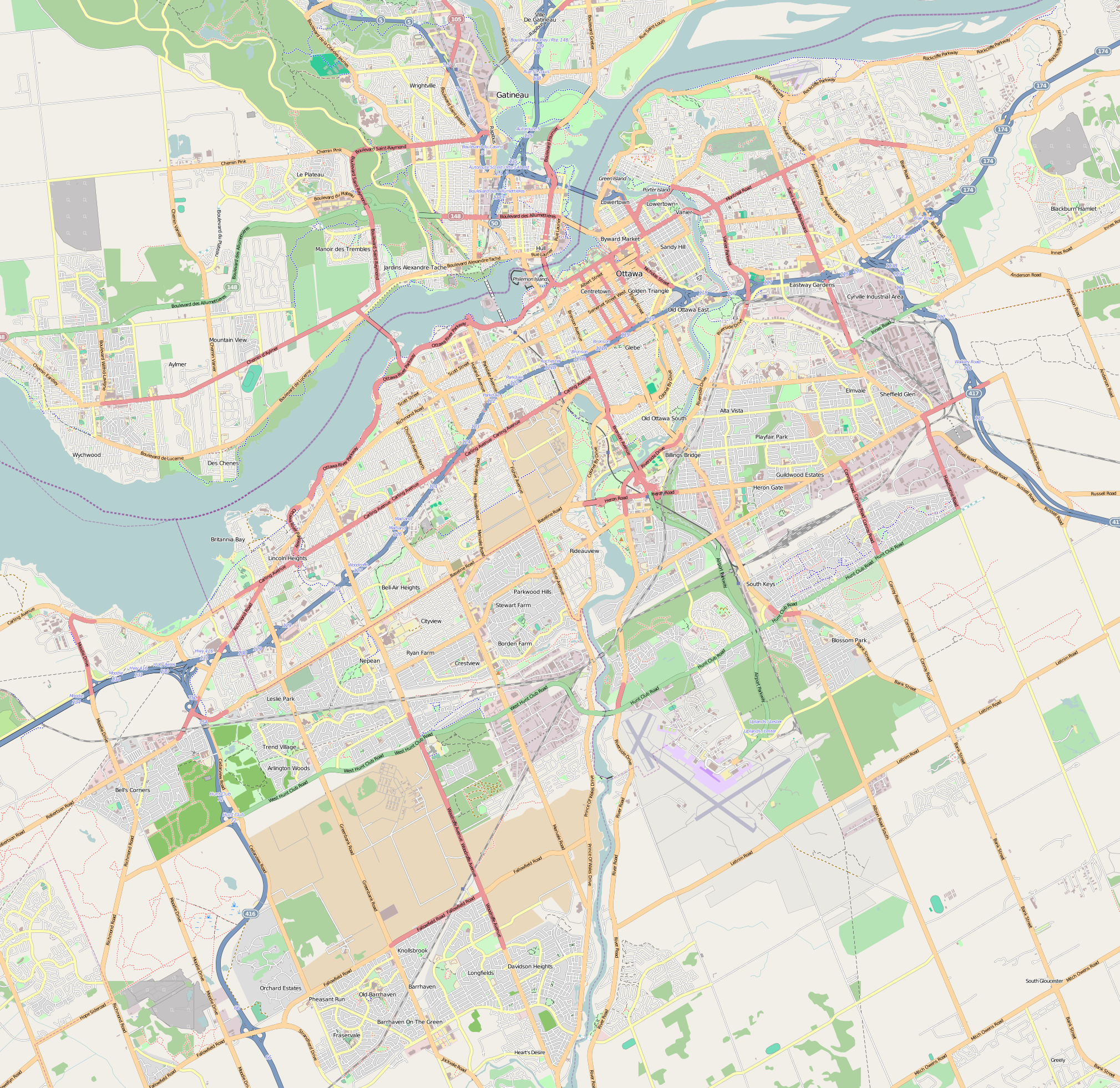
Mapa města Ottawa
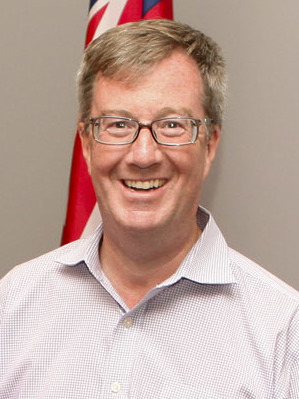
Jim Watson (* 1961), starosta města Ottawa
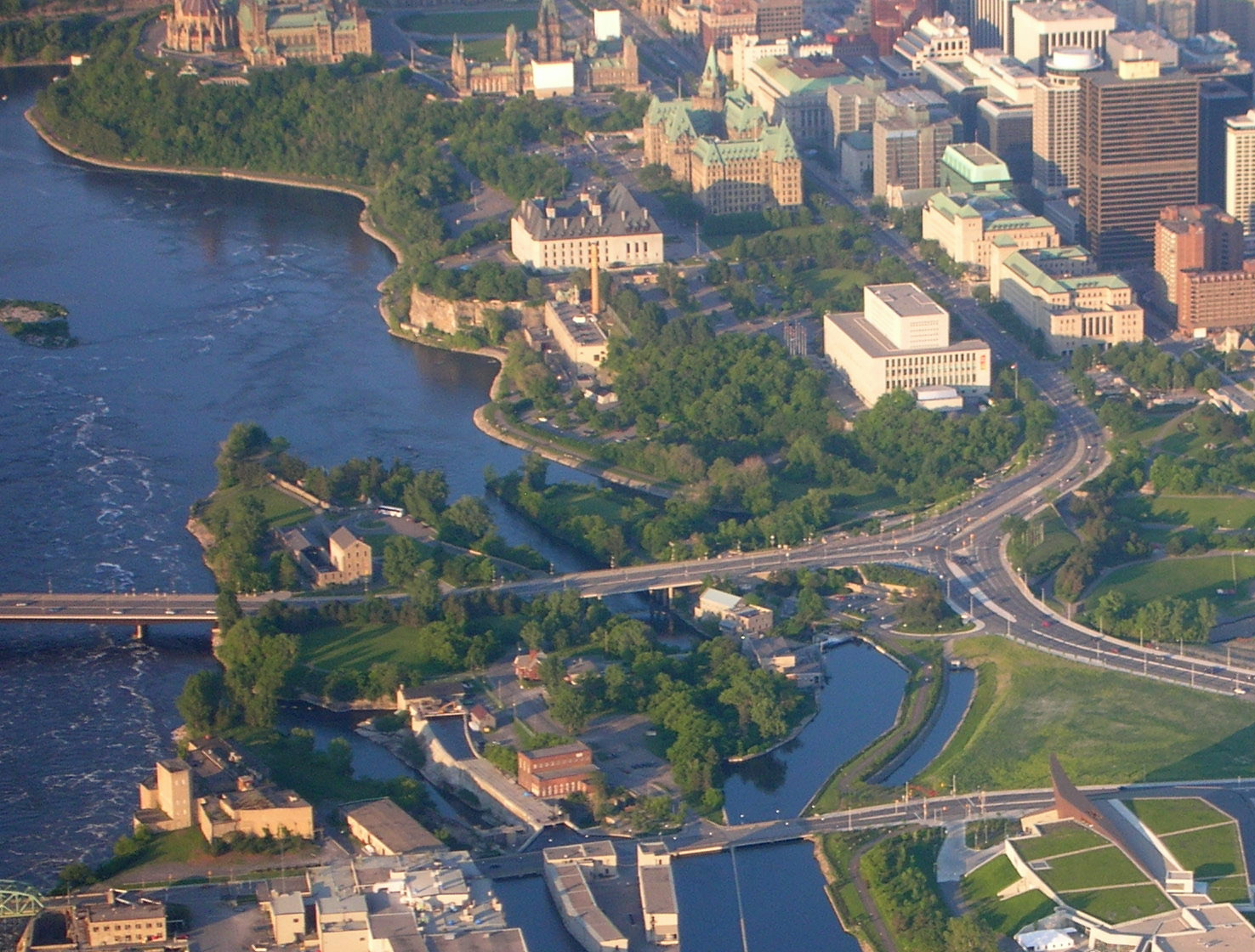
Ottawa (Victoria Island)

## Partnerská města
- Katánie, Itálie
- Káhira, Egypt
- Peking, Čína